# Oath
Oath – singel angielskiej wokalistki Cher Lloyd z płyty Sticks + Stones.
Utwór został wydany jako drugi singel Lloyd w Stanach Zjednoczonych, gdzie dotarł do 73 miejsca listy Billboard Hot 100. W utworze gościnnie wystąpiła raperka Becky G.

## Teledysk
Ujęcia do klipu były kręcone przez trzy dni pomiędzy 19 a 21 września 2012 roku. Reżyserią teledysku zajęła się Hannah Lux Davis. Oficjalna premiera teledysku miała miejsce 4 października 2012 na oficjalnym kanale VEVO artystki.

## Listy utworów
- Digital download[2]

1. "Oath" – 3:38

## Notowania i certyfikaty
| Lista (2012)              | Najwyższa pozycja |
| ------------------------- | ----------------- |
| Kanada (Canadian Hot 100) | 58                |
| Nowa Zelandia (RIANZ)     | 13                |
| Słowacja (IFPI)           | 66                |
| US (Billboard Hot 100)    | 73                |
| US Pop Songs (Billboard)  | 30                |

| Kraj                  | Certyfikat | Sprzedaż |
| --------------------- | ---------- | -------- |
| Nowa Zelandia (RIANZ) | Złoto      | 7,500+   |

## Historia wydania
| Kraj              | Data                | Format           | Wytwórnia                |
| ----------------- | ------------------- | ---------------- | ------------------------ |
| Stany Zjednoczone | 2 października 2012 | Digital download | Syco Music, Epic Records |
| Kanada            | 2 października 2012 | Digital download | Syco Music, Epic Records |
| Australia         | 5 października 2012 | Digital download | Syco Music, Epic Records |
| Nowa Zelandia     | 6 października 2012 | Digital download | Syco Music, Epic Records |